# Нукус (станция)
Нукус (узб. Нукус/Nukus, каракалп. Нөкис/No‘kis) — железнодорожная станция Узбекистанских железных дорог, расположенная в столице Республики Каракалпакстан в составе Узбекистана городе Нукусе. Является крупнейшей железнодорожной станцией в Каракалпакстане.

## Описание
Вокзал станции расположен по адресу: Узбекистан, Республика Каракалпакстан, город Нукус, улица Досназарова, 1.
Расположена в юго-восточной части города Нукуса. Ближайшей железнодорожной станцией является Тахиаташ-Пристань, расположенная в 12 километрах к югу от станции, на окраине города Тахиаташа. Через станцию Нукус проходят поезда республиканского и международного значения.

## Маршруты через станцию
В настоящее время через станцию Нукус проходят не только внутренние железнодорожные маршруты, но и международные.

### Внутренние маршруты
- Кунград — Ташкент
- Нукус — Бейнеу
- Кунград — Андижан

### Международные маршруты
- Волгоград (Россия) — Ташкент

### Следующие транзитом (без остановки)
- Душанбе (Таджикистан) — Волгоград (Россия)
- Худжанд (Таджикистан) — Волгоград (Россия)
- Куляб (Таджикистан) — Волгоград (Россия)